# Budynek Sejmu w Rydze
Budynek Sejmu w Rydze znany również jako Dom Rycerzy Inflanckich – eklektyczny budynek w centrum Rygi, w którym prowadzone są obrady łotewskiego Sejmu.
Budynek Sejmu powstał częściowo na bazie mieszczącego się w tym miejscu od 1755 roku domu rycerzy inflanckich. W 1862 roku podjęto decyzję o budowie nowego domu na potrzeby bractwa, która trwała w latach 1863–1867. Architektami nowej budowli byli Jānis Frīdrihs Baumanis oraz Robert Pflug. Po oddaniu do użytku w budynku odbywały się obrady Rady Regionalnej (Landtagu) guberni inflanckiej. Po I wojnie światowej i uzyskaniu przez Łotwę niepodległości obiekt stał się siedzibą łotewskiego parlamentu. Trwało to do 1934 roku, kiedy władzę autorytarną przejął Kārlis Ulmanis. Po aneksji Łotwy przez ZSRR w 1940 roku budynek stał się siedzibą obrad Rady Najwyższej Łotewskiej SRR. W latach okupacji niemieckiej (1941–1944) obiekt pełnił rolę kwatery głównej SS i policji na tereny wschodnie okupowane przez III Rzeszę. Od czasu odzyskania przez Łotwę niepodległości budynek jest siedzibą łotewskiego Sejmu.